# Abus (Unternehmen)
Abus (Eigenschreibweise: ABUS) bzw. die August Bremicker Söhne KG mit Sitz in Wetter (Ruhr) ist ein deutscher Hersteller von präventiver Sicherheitstechnik. Der Name ist ein Akronym, das sich aus dem ursprünglichen Namen August Bremicker und Söhne bildet.
Das Unternehmen produziert in den Bereichen Haussicherheit, Mobile Sicherheit und Objektsicherheit verschiedene Produkte wie Schlösser, Rauchwarnmelder, Videoüberwachungssysteme, Alarmanlagen, Schließanlagen sowie Zutrittskontrollsysteme und Smart-Home-Lösungen für private und gewerbliche Kunden.
Das Familienunternehmen beschäftigt rund 4.000 Mitarbeiter an Standorten in Europa, Asien und den Vereinigten Staaten. Der Hauptsitz befindet sich seit der Unternehmensgründung in Wetter (Ruhr).

## Geschichte des Unternehmens

### Firmengründung, Anfangs- und Kriegsjahre

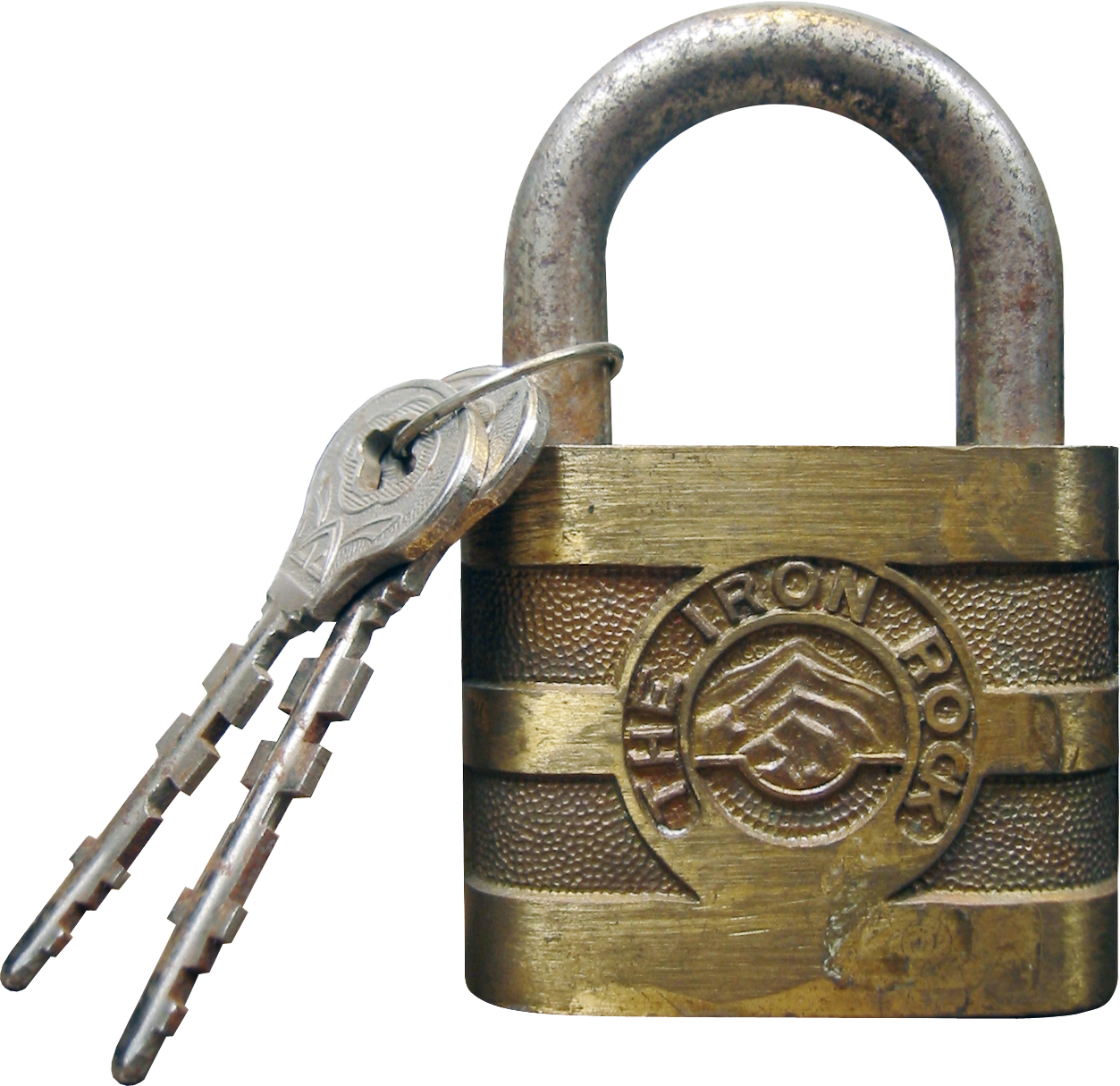
Das Vorhängeschloss Iron Rock war eines der ersten Produkte von ABUS und Grundlage zahlreicher weiterer Entwicklungen.

Der damals 63-jährige August Bremicker (1861–1938) gründete das Unternehmen im Jahr 1924 mit einigen seiner Söhne.
Die Schlossfertigung befand sich anfangs in einer Kellerschmiede in Volmarstein.
Das Unternehmen beschränkte sich zunächst auf die Herstellung von Vorhängeschlössern. Eines der ersten Produkte war das Vorhangschloss „Iron Rock“. Fünf Jahre nach Gründung erwarb das Familienunternehmen für die Erweiterung der Produktionskapazität ein neues Gebäude mit einer Fläche von 6.000 m² in Volmarstein.
Ende der 1920er Jahre beschäftigte ABUS bereits über 30 Mitarbeiter.
1931 kam das erste Fahrradschloss von ABUS mit der Bezeichnung Nr. 1000 auf den Markt.
Durch den Kauf eines leerstehenden Betriebes, dessen Ausbau 1936 und einem Neubau trug das Unternehmen dem stetigen Wachstum Rechnung. Ende der 1930er Jahre beschäftigte ABUS rund 300 Personen, der Exportanteil lag in diesen Jahren bei 80 %. Während der Herrschaft der Nationalsozialisten beschäftigte die Firma Zwangsarbeiter aus einem Zivilarbeiterlager in Hagen, von denen u. a. Pierre Roustan 1976 zu einem Freundschaftsbesuch nach Volmarstein zurückkehrte. Die Firma wird in einem entsprechenden Register unter der Bezeichnung Bremicker Soehne, August, Volmarstein geführt. Mit Kriegsende musste ABUS die Produktion komplett einstellen; freundschaftliche Beziehungen zwischen den damaligen Arbeitern und Vertretern des Unternehmens bestanden jedoch über das Kriegsende hinaus.

### Neuanfang und weitere Entwicklungen (1947–1999)
1947 erhielt ABUS die Erlaubnis weiterzuarbeiten. Mit 79 Beschäftigten wurde ein Neuanfang gewagt. Im Jahr 1949 beging ABUS sein 25-jähriges Firmenjubiläum. Zu diesem Anlass stellte das Unternehmen einen neuen Schlosstyp – das Diskus-Schloss – vor, welches noch heute am Standort Hege produziert wird. Bis in die 1950er Jahre stellte ABUS fast ausschließlich Hang- und Fahrradschlösser aus Blech und Stahl her. Da am ursprünglichen Unternehmensstandort eine bauliche Erweiterung nicht mehr möglich war, wurde 1957 in Rehe im Westerwald ein Zweitwerk errichtet. Am neuen Standort betreibt ABUS seitdem Produktion, ein eigenes Forschungs- und Entwicklungszentrum und seit Ende der 90er Jahre auch ein Schulungszentrum. In Rehe werden Produkte aus den Bereichen Haussicherheit, Objektsicherheit und Mobile Sicherheit entwickelt und produziert.
1958 begann ABUS mit der Produktion von Hangschlössern aus Messing, die es als erstes deutsches Unternehmen am Markt anbot. Seit 1961 produziert ABUS Profilzylinder, zu Beginn zusammen mit einem italienischen Fertigungsbetrieb. In Fernost ist das Unternehmen seit der Gründung der ABUS Hong Kong Ltd. 1969 mit verschiedenen Standorten vertreten, wo u. a. Messing-Hangschlösser gefertigt werden.
Mit Beginn der 1970er Jahre baute das Unternehmen sein Programm von mechanischen Sicherheitsprodukten für Haus und Wohnung auf. Zum Sortiment zählen seitdem auch Türzusatzschlösser und Fensterzusatzschlösser. 1971 stellte ABUS das erste Hochbügelschloss her und entwickelte so das erste Bügelschloss für Zweiräder. Im Jahr 1979 führte das Unternehmen das erste Fensterzusatzschloss in den Markt ein, 1984 folgte die Einführung der Sicherheitstür. Zehn Jahre später richtete das Unternehmen das ABUS Demo-Sicherheitshaus ein, welches mögliche Sicherheitseinrichtungen vom Keller bis zum Dach präsentierte.
ABUS gliederte 1993 den Geschäftsbereich Mobile Sicherheit aus und begann 1994 mit dem Vertrieb von Fahrradhelmen.
Seit 1997 ist das Unternehmen offizieller Schulungsanbieter für die Polizei und bietet Fortbildungen zu den Themen Einbruchschutz und mechanische Sicherheit u. a. für Polizisten, Polizeianwärter und Sicherheitsberater an.

### Neuere Geschichte (seit 2000)

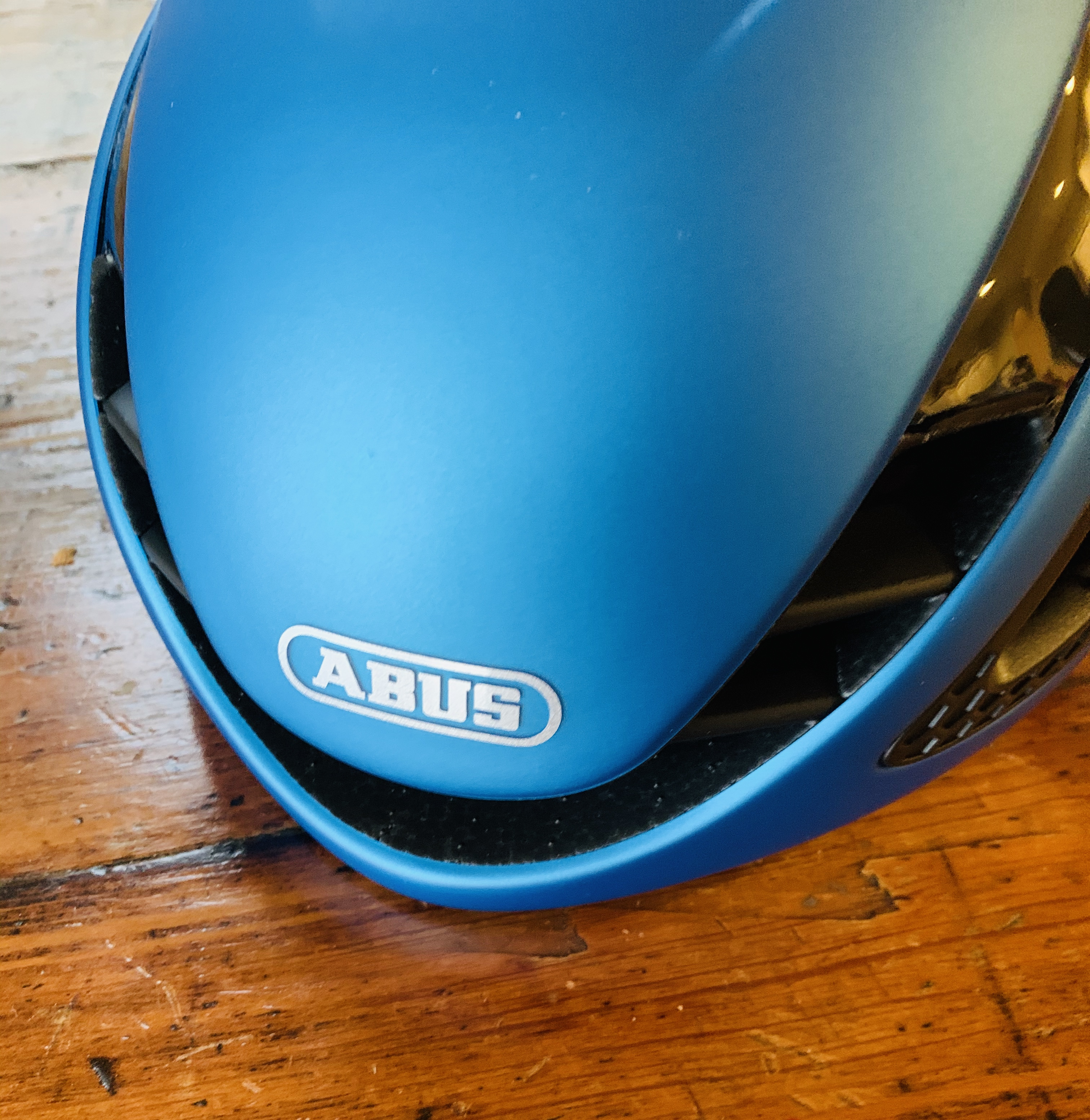
Rennradhelm „GameChanger“ für Movistar Team (2017)

In den 2000er Jahren akquirierte ABUS mehrere Unternehmen oder Unternehmensteile und integrierte so u. a. Alarmanlagen, Videoüberwachungssysteme und erweiterte Funktionen bei Schließanlagen, Schließsysteme und Schalteinrichtungen in sein Portfolio.
- SCA Security-Center (Alarmanlagen und Videoüberwachungssysteme), im Juni 1999 gegründet und im Juni 2001 von ABUS aufgekauft.[28]
- Schließanlagen GmbH Pfaffenhain (Schließsysteme), im Januar 2003 aufgekauft.[28]
- Im Oktober 2003 wurde der Produktbereich Schieberosetten von dem Türbandhersteller Dr. Hahn in Mönchengladbach übernommen.
- Seccor high security GmbH (elektronische Schließsysteme und Schalteinrichtungen) wurde im September 2010 aufgekauft.[29]
- Im Januar 2020 übernahm ABUS das Zylindergeschäft der Metafa Holland B.V.[30]
- Maxi Studio S.R.L, ein italienischer Helmhersteller, mit dem das Unternehmen seit 2016 zusammenarbeitet, wurde 2021 vollständig übernommen.[31]

Aufgrund der engeren Beziehungen zum Mutterkonzern ABUS wurden die Tochtergesellschaften umbenannt in ABUS Security Center GmbH & Co. KG (Sitz in Wetter (Ruhr) mit Zweigniederlassung in Affing bei Augsburg), ABUS Pfaffenhain GmbH (Sitz in Pfaffenhain) und ABUS Seccor GmbH (Sitz in Ottobrunn). Die Seccor high security GmbH ging zum 1. Januar 2017 in die ABUS Seccor GmbH über.
2015 eröffnet das Unternehmen die ABUS Security World am Stammsitz in Wetter, die eine Markenerlebniswelt mit einer über 1.000 m² großen Ausstellungsfläche und ein Museum beherbergt.
Ende 2020 begann das Unternehmen mit dem Neubau eines weiteren Büro- und Ausstellungszentrums, der ABUS Office World, am Standort Wetter (Ruhr), das 2022 fertiggestellt wurde.
2022 meldete ein unabhängiger IT-Sicherheitsforscher im Rahmen eines Coordinated-Vulnerability-Disclosure-Prozesses eine Schwachstelle im Funk-Türschloss HomeTec Pro CFA3000 an das Bundesamt für Sicherheit in der Informationstechnik (BSI). Das BSI bewertete die Ausnutzung als „nicht unwahrscheinlich“, die Schwachstelle in der zweithöchsten Risikostufe und gab die Empfehlung, Kunden sollen das Produkt ersetzen. Das Unternehmen bestätigte die Schwachstelle gegenüber dem BSI und erklärte, dass es sich bei dem betroffenen Produkt um ein Auslaufmodell handele. Ein Software-Update sei technisch nicht möglich, der Nachfolger des betroffenen Produktes (HomeTec Pro Bluetooth CFA3100) seit März 2021 im Handel und von der Problematik nicht betroffen. Im Jahr 2024 beging ABUS das 100-jährige Unternehmensjubiläum.

## Unternehmen

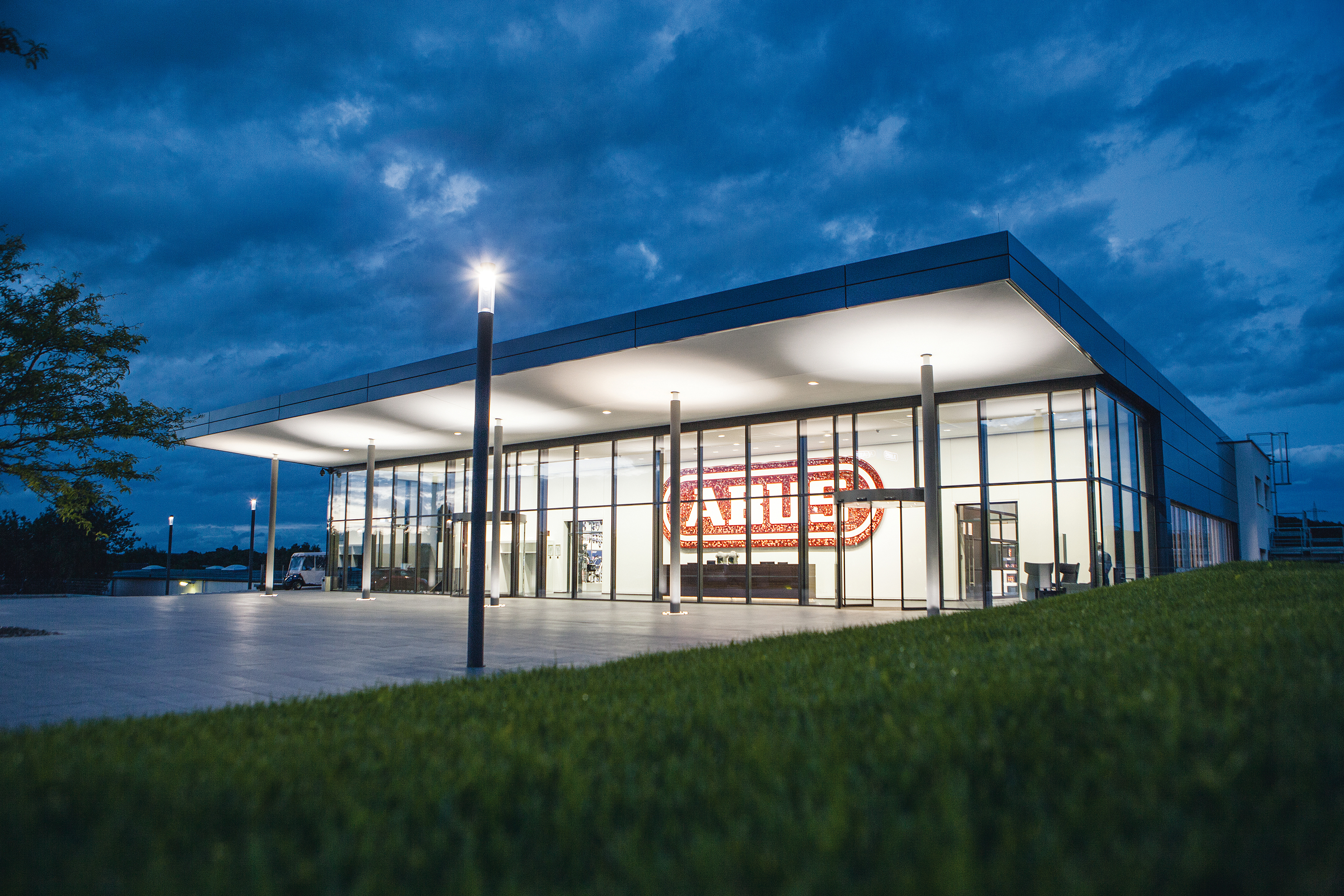
Die ABUS Security World am Stammsitz der ABUS Gruppe in Volmarstein

Zur ABUS-Gruppe in Deutschland gehören aktuell die ABUS KG, die ABUS Security Center GmbH & Co. KG und die ABUS Pfaffenhain GmbH. Die ABUS Pfaffenhain GmbH ist auf die Planung und Herstellung von Schließanlagen spezialisiert. Bei ABUS Security Center in Affing werden Alarmanlagen, Überwachungskameras und elektronische Schließsysteme entwickelt, vermarktet und teilweise gefertigt.

### Standorte
Das Unternehmen unterhält neben mehreren Entwicklungs- und Produktionsstätten in Deutschland Auslandsniederlassungen in Europa, den USA und China.
- Deutschland (Wetter, Rehe, Pfaffenhain, Affing)
- Belgien (Hasselt)
- China (Shenzhen, Kalping)
- Dänemark (Horsens)
- Frankreich (Villeneuve le Roi)
- Großbritannien (Bristol)
- Hong Kong
- Italien (Imola, Vanzo Nuovo)
- Niederlande (Terschuur, Son)
- Österreich (Wiener Neudorf)
- Polen (Święcice)
- Rumänien (Oradea)
- Schweiz (Baar)
- Spanien (Erandio)
- Tschechien (Vestec)
- Ungarn (Budapest)
- USA (Phoenix, Chicago)

## Produkte
Die Produkte des Unternehmens sind in die drei Hauptbereiche Haussicherheit, Mobile Sicherheit und Objektsicherheit unterteilt und werden dabei jeweils mit verschiedenen Schwerpunkten für private sowie gewerbliche Nutzer entwickelt und hergestellt.
So produziert ABUS heute neben Schlössern, wie dem klassischen Hangschloss oder Schlössern für Türen, Fenster, Fahrräder und Motorräder, unter anderem auch Rauchwarnmelder, Videoüberwachungssysteme, Produkte der Zweirad- und Bootssicherheit, des Weiteren Alarmanlagen, Schließanlagen sowie Zutrittskontrollsysteme. 2018 erweiterte ABUS sukzessive das Angebot an Smart-Home-Lösungen.
Im August 2022 wurde eine Sicherheitslücke in einem Funktürschloss des Herstellers bekannt.

## Eigentümerfamilie
Die ABUS August Bremicker Söhne KG und ihre Tochtergesellschaften gehören auch heute noch vollständig Mitgliedern der Familie Bremicker. Seit Ende der 1990er Jahre wird das Unternehmen in vierter und seit Januar 2021 mitunter auch in fünfter Generation von Mitgliedern der Familie geleitet, somit sind nun auch Ur-Ur-Enkel des Gründers August Bremicker in der Unternehmensleitung. In der jährlich vom manager magazin herausgegebenen Liste der 500 reichsten Deutschen wurde die Familie zuletzt 2013 auf Platz 422 geführt. Das Vermögen der ganzen Familie wurde vom manager magazin damals auf 300 Millionen Euro geschätzt, verlässliche aktuelle Zahlen zum Umsatz des Unternehmens und Vermögen der Familie sind nicht verfügbar.

## Christliche Ideologie und Ablehnung der Teilhabe von Frauen im Unternehmen
Einzelne Familienmitglieder werden mit der evangelikalen Brüderbewegung in Verbindung gebracht, einer im 19. Jahrhundert entstandenen freikirchlichen Bewegung. Die persönliche Glaubensorientierung einzelner Familienmitglieder spiegelt sich teilweise in der Selbstdarstellung der Firma wider. Diese verweist darauf, dass das Unternehmensleitbild von christlichen Prinzipien geprägt sei. Eine gleichberechtigte Teilhabe der weiblichen Familienmitglieder im Unternehmen wird kritisch betrachtet. 1983 unterschrieben die Kinder eines ehemaligen Gesellschafters von ABUS einen Familienvertrag, der eine Erbverzichtserklärung der Töchter von Gesellschaftern enthielt. In der Vergangenheit befanden sich unter den Gesellschaftern von ABUS allerdings auch Frauen.

## Kooperation und Sponsoring
Seit 2017 ist ABUS als technischer Ausrüster des spanischen UCI WorldTour Teams Movistar Team aktiv. Mit dem Start der Zusammenarbeit wurde der neue Rennradhelm GameChanger vorgestellt, den das Unternehmen gemeinsam mit Sportlern des Teams entwickelt hatte. 2022 verlängerte ABUS die Zusammenarbeit mit dem Team um weitere drei Jahre. Das Unternehmen unterstützt so zunächst bis 2025 das Movistar Team, das Movistar Women Team und das Movistar eTeam als offizieller Helm- und Sicherheitspartner. Im Jahr 2017 war ABUS Partner des NBA-Basketball Teams Phoenix Suns und unterstützt seit ihrer Gründung im Jahr 2018 die Stiftung Savemybrain, die sich u. a. für die Prävention von Kopfverletzungen einsetzt. Ebenso engagiert sich das Unternehmen für die bundesweite Hilfsorganisation Weißer Ring, die sich für die Opfer von Kriminalität starkmacht, und für die Deutsche Gesellschaft für Gerontotechnik. Seit September 2022 ist ABUS Netzwerkpartner des VfL Bochum. Im März 2023 wurde bekannt, dass ABUS mit dem Lieferdienst Flink kooperiert und diesen mit Fahrradhelmen im Firmendesign ausstattet. Seit Mai 2023 unterstützt ABUS das Schweizer Tudor Pro Cycling Team um Fabian Cancellara und seit April 2024 die belgischen Radsportteams Alpecin-Deceuninck um Mathieu van der Poel und Fenix-Deceuninck. Im Juli 2024 wurde bekannt, dass ABUS mit dem polnischen BMX-Fahrer und Mountainbiker und zweifachen X-Games-Sieger Dawid Godziek kooperiert.

## Auszeichnungen
ABUS wurde in den vergangenen Jahrzehnten als Arbeitgeber, Marke und für spezifische Produkte ausgezeichnet. Zu den bedeutendsten Auszeichnungen der jüngeren Firmengeschichte gehören die wiederholte Auszeichnungen als Marke des Jahrhunderts (zuletzt 2024), einer der besten Arbeitgeber und eines der innovativsten Unternehmen Deutschlands.
Weitere Auszeichnungen:
- Plus X Award in der Kategorie „Most Innovative Brand“ (2013, 2015)[74]
- Aufnahme in das vom Zeitverlag herausgegebene Standardwerk „Aus bester Familie“ (2017)[75]
- Platz 1 von 2.439 untersuchten Anbietern in einem von Die Welt und der ServiceValue GmbH deutschlandweit ermittelten Ranking zur Produktbegeisterung – „Produkt-Champions“ (2020)[76][77]
- In einer Studie von Statista und dem Stern mit dem Titel „Deutschlands 500 beste Arbeitgeber“ belegte ABUS insgesamt Platz 82, Platz 10 in der Kategorie „Langlebige Konsumgüter“ und Platz 3 der attraktivsten Arbeitgeber im Ruhrgebiet (2020)[78][79]
- Fahrrad-Bügelschloss ABUS Granit Plus 640 als das „Beste seiner Art“, ausgezeichnet von Stiftung Warentest (2021)[80]
- Top-Arbeitgeber Diversity – 2. Platz als in der Kategorie „Langlebige Konsumgüter“, Auszeichnung durch Stern in Zusammenarbeit mit dem Marktforschungsunternehmen Statista (2021)[81]
- Life & Living Award in der Kategorie „Gebäudesicherheit“, ausgezeichnet von n-tv (2021, 2022)[82][83]
- Eurobike Award für diverse Fahrradprodukte und -helme[84]
- Red Dot Design Award – Product Design[85][86]